# Ruska grkokatolička Crkva
Ruska grkokatolička Crkva (rus. ćir. Российская греко-католическая церковь, rus. lat. Rossiyskaya greko-katolicheskaya tserkov, lat. Ecclesia Graeca Catholica Russica), Ruska bizantska katolička Crkva ili Ruska katolička Crkva, istočna je katolička Crkva bizantskoga obreda, dio sveopće Katoličke Crkve. Povijesno gledano, ona je prvo sjedinjenje članova Ruske pravoslavne i Katoličke Crkve, te se nalazi u punomu zajedništvu s Papom i Rimskom kurijom.
Ruska Crkva povijesno je imala vlastiti dijecezanski ustroj, s dvjema egzarhijama, ruskom i harbinskom (kineskom). Trenutno (od 2004.), Rusku apostolsku egzarhiju vodi Joseph Werth, novosibirski biskup.